# René Dereuddre
René Dereuddre est un footballeur français né le 22 juin 1930 à Bully-les-Mines et mort le 16 avril 2008 au Mans. Comptant six sélections avec l'équipe de France, il fut notamment sélectionné pour participer à la Coupe du monde 1954 en Suisse.

## Biographie
René Dereuddre a débuté dans le club de sa ville natale, l'ES Bully, où il a côtoyé André Strappe, avant d'être repéré et engagé par le CO Roubaix-Tourcoing en 1950. Il a pour équipiers dans le club roubaisien, Julien Darui et Lazare Gianessi. Il évolue au poste d'inter et marque de nombreux buts. Le Toulouse FC, promu en division 1, le recrute en 1953. Le TFC termine 4e du Championnat et le joueur marque 10 buts durant la saison.
Il devient international le 30 mai 1954, lors d'un match amical à Bruxelles, contre la Belgique (3-3). Il est alors retenu pour participer à la Coupe du monde 1954 en Suisse: Il joue les deux matches de l'équipe de France, éliminée dès le début de la compétition. René Dereuddre reste quatre saisons dans la cité des violettes. Avec le TFC, il est vice-champion de France en 1955 et surtout vainqueur de la Coupe de France en 1957 : il inscrit deux buts lors de cette finale gagnée contre le SCO Angers (6-3).
Puis il rejoint le RC Lens en 1957-1958. Il joue ensuite à Angers avant de partir au FC Nantes, en Division 2, pour deux saisons. Il rejoint le FC Grenoble en 1961. Il est alors champion de France D2 en 1962 et retourne parmi l'élite en 1962-1963.
Il termine sa carrière à l'US Le Mans en CFA comme entraîneur-joueur de 1964 à 1967. Il restera dans la cité sarthoise comme entraîneur jusqu'en 1976. Il sera ensuite employé à la ville du Mans.

## Carrière de joueur
- 1946-1950 : ES Bully
- 1950-1953 : CO Roubaix-Tourcoing
- 1953-1957 : Toulouse
- 1957-1958 : RC Lens
- 1958-1959 : SCO Angers
- 1959-1961 : FC Nantes
- 1961-1964 : FC Grenoble
- 1964-1967 : US Le Mans (entraîneur-joueur)[2]

## Carrière d'entraîneur
- 1967-1976 : US Le Mans

## Palmarès
- International français : 6 sélections (1 but) de 1954 à 1957.
- Vice-champion de France (1955)
- Vainqueur de la Coupe de France (1957)
- Champion de France D2 en 1962